# Centre sportif de Pärnu
Le centre sportif de Pärnu estonien : Pärnu spordihall est un complexe sportif de Pärnu en Estonie.

## Description
Pärnu VK et BC Pärnu Sadam jouent leurs matchs à domicile au centre sportif.
Le complexe dispose d'une salle principale de 2 040 m2 (qui peut être divisée en trois courts par des rideaux de séparation), d'une petite salle de boules de 435 m², d'une salle de sport de 213,6 m2, d'une salle de  gymnastique de 178,6 m2, d'un stand de tir à l'arc, d'un café et d'autres petits les espaces.
Au deuxième étage, il y a une piste de course de 210 mètres.
La hauteur sous plafond est de 12,2 m. 
Les structures de toit renforcées permettent l'installation d'un éclairage et d'une amplification supplémentaires pour les concerts et autres événements. 
Jusqu'à 2 500 sièges peuvent être installés pour les spectateurs.

## Construction
Le bâtiment a été conçu par le cabinet d'architecte Palm-E et construit par AS Oma Ehitaja. 
L'architecte était Eero Palm, qui a également conçu le centre sportif A. Le Coq à Tartu.
La première pierre du bâtiment a été posée le 4 mars 2009 et le bâtiment a ouvert ses portes le 17 octobre 2009,.
Le bâtiment a été nommé pour le concours Construction en béton de l'année 2009 (et) organisé par l'Association estonienne du béton et l'Association estonienne des fabricants de matériaux de construction.
Le 1er janvier 2011, le toit de la petite salle de la salle de sport s'effondre sous le poids de la neige. Personne n'a été blessé dans l'accident, mais la salle de sport a subi d'importants dégâts des eaux.
La petite salle a été rouverte en août 2012